# Cục Việc làm (Việt Nam)
Cục Việc làm (tiếng Anh: Department of Employment, viết tắt là DOE) là cơ quan trực thuộc Bộ Nội vụ, thực hiện chức năng tham mưu giúp Bộ trưởng thực hiện chức năng quản lý nhà nước về chính sách việc làm; chính sách phát triển thị trường lao động; tuyển dụng và quản lý lao động; hệ thống thông tin thị trường lao động; dịch vụ việc làm; bảo hiểm thất nghiệp; an toàn, vệ sinh lao động; thời giờ làm việc, thời giờ nghi ngơi; bảo hiểm tai nạn lao động, bệnh nghề nghiệp; chất lượng sản phẩm, hàng hoá theo lĩnh vực được phân công; quản lý nhà nước các dịch vụ sự nghiệp công thuộc lĩnh vực việc làm và an toàn, vệ sinh lao động theo quy định của pháp luật.
Cục Việc làm được thành lập theo Nghị định số 186/2007/NĐ-CP ngày 25/12/2007 của Chính phủ trên cơ sở Vụ Lao động - Việc làm.
Chức năng, nhiệm vụ, quyền hạn và cơ cấu tổ chức của Cục Việc làm được quy định tại Quyết định số 120/QĐ-BNV ngày 01/3/2025 của Bộ trưởng Bộ Nội vụ.

## Lãnh đạo Cục[3]
- Cục trưởng: Vũ Trọng Bình
- Phó Cục trưởng:

1. Bùi Đức Nhưỡng
2. Nguyễn Thị Quyên
3. Chu Thị Hạnh
4. Nguyễn Khánh Long

## Cơ cấu tổ chức
(Theo Điều 3, Quyết định số 120/QĐ-BNV ngày 01/3/2025 của Bộ trưởng Bộ Nội vụ)

### Các phòng chức năng, chuyên môn
- Phòng Chính sách việc làm
- Phòng Thị trường lao động
- Phòng Bảo hiểm thất nghiệp.
- Phòng Điều kiện lao động.
- Phòng Quy chuẩn và Kiểm định kỹ thuật.
- Phòng Huấn luyện và Thông tin an toàn, vệ sinh lao động.
- Phòng Kiểm tra và Kiểm soát rủi ro.
- Văn phòng.

### Đơn vị sự nghiệp
- Trung tâm Quốc gia về Dịch vụ việc làm.
- Trung tâm Quốc gia về An toàn - Vệ sinh lao động.
- Trung tâm Kiểm định Kỹ thuật an toàn Khu vực I.
- Trung tâm Kiểm định Kỹ thuật an toàn Khu vực II.
- Trung tâm Kiểm định Kỹ thuật an toàn Khu vực III.